# 선약해
선약해(宣若海, 1579년 ~ 1643년) 은 조선시대 중기의 무관이다. 

## 생애
본관은 보성(寶城)이며 보성선씨 시조 선윤지의 10세손이다.  자는 백종(伯宗), 아버지는 임진왜란시 최경장(崔慶長)의 부장으로 의병활동과 이순신(李舜臣) 막하(幕下)의 진도군수로 노량해전에 공을 세운 부사(府使) 의문(義問)이다.
1605년(선조 38) 무과에 급제, 선전관(宣傳官)이 되었다.
1630년(인조 8) 비변사낭청(備邊司郎廳)으로 있을 때, 문무의 재주를 겸비하였다고 추천되어 국서(國書)를 가지고 청나라 심양(瀋陽)에 사행(使行)하였다. 이때 숭명배청(崇明排淸)의 대의(大義)에 입각하여 일을 처리하고 외국의 위력에 굴복하지 않았다 하여 돌아와서 품계가 승진되었다.
이와 함께, 금편(金鞭 : 금으로 도금한 말의 채찍)·초구(貂裘 : 담비의 모피로 만든 갑옷)·옥배(玉盃) 등을 하사받았다. 뒤에 평산부사,밀양부사, 경상수군절도사(慶尙水軍節度使)로 임명되어 재직 중에 병을 얻어 64세를 일기로 임소에서 타계했다
1830년(순조 30년) 오충사 사액과 함께 보성의 오충사(五忠祠)에 배향(配享)되었으며, 1862년 (철종13년) 병조참판, 1873년(고종10년) 병조판서로 증직되었다.

## 저서
심양일기(瀋陽日記) : 1630년 4월 3일부터 5월 23일까지 위문사로서의 일기로 당시(병자호란 전) 하북(河北)과 심양(瀋陽)의 동향을 알려주는 중요한 기록이다.
심양일기는
- 중국『요해총서(遼海叢書)』 권52, 심양일기(瀋陽日記)
- 중국『총서집성(叢書集成)』 속집(續集)의 제280집, 심양일기(瀋陽日記),
- 1802년 『보성선씨 오현 행적(寶城宣氏五賢行蹟)』, 수사공심양사행일기(水使公入使瀋陽日記)
- 1844년 『보성선씨 오세 충의록(寶城宣氏五世忠義錄)』, 수사공심양일기(水使公瀋陽日記)에 영인[3]되었다.

최근 학술논문인 남은경, 선약해의 『심양일기』 : 병자호란 전 조선 무신의 후금에 대한 정탐 일기(2009년) , 심양사행일기<선약해 원저/신해진 편역> (2013년)등으로 가치에 대하여 재조명 받고 있다.